# Neurony lustrzane
Neurony lustrzane – grupy komórek nerwowych (neuronów), które uaktywniają się podczas wykonywania pewnej czynności lub obserwowania jej u innych osobników. Neurony lustrzane odkryto w mózgu małp i człowieka. Podejrzewa się, że dzięki nim osobnik na widok pewnej czynności jest w stanie niemal natychmiast odgadnąć intencje innego osobnika nie tylko tego samego gatunku (zob. teoria umysłu). U człowieka odpowiadają prawdopodobnie również za zdolność do rozpoznawania cudzych emocji i intencji wyrażanych niewerbalnie, czyli empatię oraz współczucie.

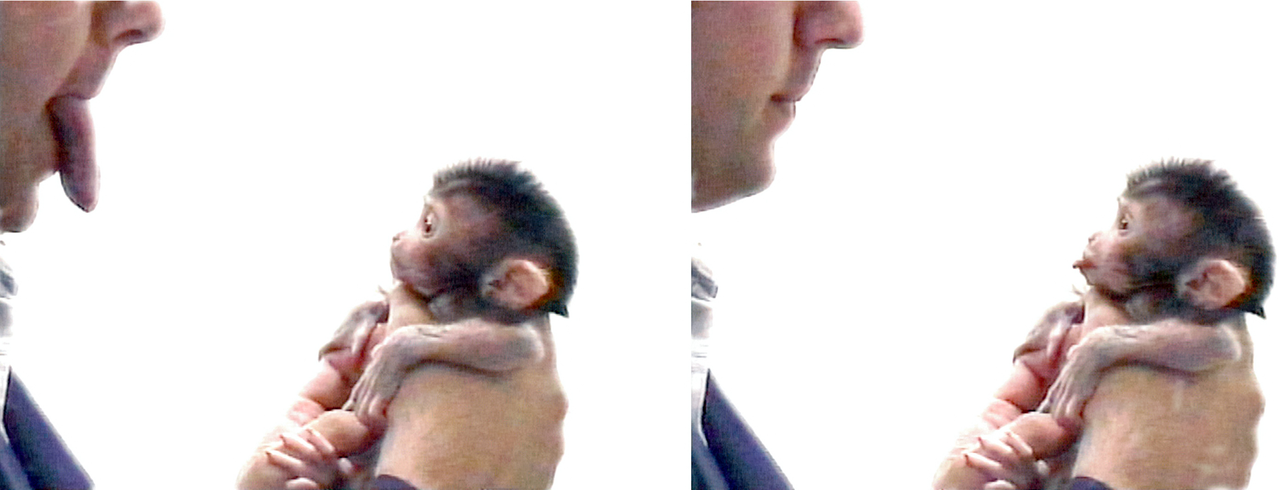
Młody makak imitujący wyraz twarzy

Neurony lustrzane zostały odkryte na początku lat 90. XX w. na Uniwersytecie w Parmie we Włoszech przez zespół w składzie: Giacomo Rizzolatti, Leonardo Fogassi i Vittorio Gallese. Podczas prac nad korą ruchową mózgu makaków zauważyli, że niektóre obszary mózgu reagują niemal identycznie, gdy któryś z badaczy sięga po jedzenie, jak w sytuacji, gdy małpy robią to same. W dalszych badaniach ustalili, że wzór aktywności jest reprezentacją danej czynności, niezależnie od tego, kto ją wykonuje.
Sądzono, że nieprawidłowe funkcjonowanie ośrodków mózgu, w których występują neurony lustrzane, może być jedną z przyczyn zaburzeń w spektrum autyzmu, schizofrenii, dyspraksji, jednak zaprzeczyły temu późniejsze badania w których stwierdzono, że osoby autystyczne nie wykazują dysfunkcji neuronów lustrzanych, a wraz ze sformułowaniem problemu podwójnej empatii błędna okazała się interpretacja, jakoby osoby autystyczne cechowało upośledzenie teorii umysłu.

## Kontrowersje
W 1998 Gallese i filozof Alvin Goldman przedstawili hipotezę, że neurony lustrzane odpowiedzialne są za rozpoznawanie stanów mentalnych innych osób w ramach procesu symulacji. Teoria symulacji opisuje proces mózgowy odpowiedzialny za mind-reading w trzech krokach: (i) obserwowany ruch łączy się z aktywacją własnego systemu motorycznego, (ii) zamiar jest mi, gdyż reprezentowany jest  on automatycznie; (iii) przypisuję te same zamiary obserwowanym osobom. Krytycy wskazują jednak, że nie tylko nie znamy tak naprawdę czyichś zamiarów, ale do końca nie wiemy za bardzo o swoich. Krytykuje się również automatyzm i łatwość odwzorowań, natomiast podkreśla się rolę świadomości i zamiarów wyższego rzędu w relacjach społecznych.
Jak przyznaje sam Gallese z współpracownikami:
Rosnąca uwaga poświęcana procesom mózgowym, które wspierają przygotowanie adaptacyjnych reakcji behawioralnych na innych w otoczeniu społecznym zdecydowanie wskazuje na potrzebę przeprowadzenia podstawowych badań na zwierzętach i ludziach w oparciu o bardziej etologicznie istotne paradygmaty i podejścia  tzn. aby zbadać pary lub grupy jednocześnie zarejestrowanych mózgów jako unikalny system podczas nieograniczonej wymiany społecznej i interakcji. Stopniowe porzucanie paradygmatu jednego mózgu na rzecz paradygmatu wielomózgowego ma kluczowe znaczenie dla zrozumienia relacji mózg-zachowanie w warunkach istotnych ekologicznie. Ta zmiana paradygmatu umożliwi badaczom rzucenie rzucić światło na emocjonalne procesy społeczne, które pomimo silnych dowodów przyczynowych u pacjentów i zwierząt, wciąż brakuje szczegółowego, mechanistycznego wyjaśnienia na poziomie pojedynczego neuronu.